# レッツ・ダンス (曲)
「レッツ・ダンス」（Let's Dance）は、デヴィッド・ボウイのアルバム『レッツ・ダンス』のタイトルトラックである。アルバムからファースト・シングルとして1983年に発売され、ボウイのシングルとしてトップクラスの売り上げを誇る曲となった。
このシングルはイギリスのシングルチャートで登場週に5位に入り、その週に1位だったデュラン・デュランの「プリーズ・テル・ミー・ナウ」(Is There Something I Should Know?)を2週後には追い抜くという、非常に速いスピードでヒットした。そして、その後すぐにBillboard Hot 100でも1位となり、ボウイにとって大西洋の両側で1位を獲得した初めてのシングルとなった。オーストラリアのチャートでは1位に届かず、最高2位だった。
「レッツ・ダンス」でボウイは新しく若い層のオーディエンスを取り込んだ。ボウイの1970年代におけるキャリアを知らない様な人々である。この曲は1983年のシリアス・ムーンライト・ツアーなど様々なツアーで演奏曲として取り上げられた。日本では、2003年にホンダ・ステップワゴンスパーダのCMソングに起用された。

## 作曲
ナイル・ロジャースが彼のバンドシックと活動したときの影響を強く受け、「レッツ・ダンス」はサンプリングしたベースラインをフィーチャーしている。それがボウイの曲の中で最もコマーシャルなレコードになったポイントだ。歌詞は表向きただのダンスミュージックであるが、一部に合致しないところがある。7分38秒の長さだったアルバム版はシングル用に大きく編集されている（なお、エンディングのギターソロが一部差し替えられている）。12インチシングル版はアルバム版と同じ形で販売した。もともとフォーク調の曲だったが、その原曲は公開されていない。
孤独や絶望が垣間見えるミュージック・ビデオは、デヴィッド・マレットがオーストラリアを舞台に制作した。ポート・ジャクソン湾も含まれる。ビデオではボウイはアボリジニのカップルが西洋の文化的帝国主義のメタファーにもがき苦しむところを見ている。ビデオの中でボウイはバンドと曲を演奏している。
ボウイはこの曲で無名だが天才ブルース・ギタリストのスティーヴィー・レイ・ヴォーンを起用した。ヴォーンはボウイのツアーに帯同するべくリハーサルにも参加したものの、彼のワールドツアーのギャラが1ヶ月で僅か約10万円程度だと判明し、その金額ではとてもやっていけないということで降板している。この金銭トラブル騒動がゴシップ雑誌で大きく話題になり一気に知名度が上がり、その後彼は自身が参加していたバンド、ダブル・トラブルで演奏を続けることとなり、着実にそのキャリアを重ねて行く。

### チャート
| チャート (1983年)                         | 最高順位 |
| ----------------------------------------- | -------- |
| オーストラリア シングル・チャート         | 2        |
| オーストリア シングル・チャート           | 2        |
| カナダ シングル・チャート                 | 1        |
| オランダ シングル・チャート               | 1        |
| アイルランド シングル・チャート           | 1        |
| ニュージーランド シングル・チャート       | 1        |
| ノルウェー シングル・チャート             | 1        |
| スウェーデン シングル・チャート           | 1        |
| スイス シングル・チャート                 | 1        |
| ドイツ シングル・チャート                 | 2        |
| U.K. シングル・チャート                   | 1        |
| アメリカ Billboard Hot 100                | 1        |
| アメリカ Billboard Hot Dance Club Play    | 1        |
| アメリカ Billboard Mainstream Rock Tracks | 8        |
| アメリカ Billboard Hot R&B/Hip-Hop Songs  | 14       |

## 曲順

### 7": EMI America / EA 152 (UK)
1. レッツ・ダンス (シングル版) (Bowie)  – 4:07
2. キャット・ピープル (Bowie, Moroder) – 5:09

### 12": EMI America / 12EA 152 (UK)
1. レッツ・ダンス (Bowie)  – 7:38
2. キャット・ピープル (Bowie, Moroder) – 5:09

## プロダクション・クレジット
- プロデューサー:
  - ナイル・ロジャース

- ミュージシャン:
  - デヴィッド・ボウイ: ボーカル
  - スティーヴィー・レイ・ヴォーン: ギター
  - ナイル・ロジャース: ギター
  - カーマイン・ロジェイス: ベース
  - オマー・ハキム、トニー・トンプソン: ドラムス
  - ロブ・サビーノ: キーボード
  - マック・ゴレホン: トランペット
  - ロバート・アーロン、スタン・ハリスン、スティーヴ・エルソン: サクソフォーン
  - サミー・フィゲロア: パーカッション

## 収録アルバム
- 以下のコンピレーションにも収録されている。
  - チェンジスボウイ（1990年）
  - ザ・シングルス・コレクション（1993年）
  - デヴィッド・ボウイ・ベスト（2002年）